# Габишев Лев Львович
Лев Львович Габишев (нар. 10 листопада 1920, Тюбя — пом. 11 листопада 1994, Якутськ) — якутський драматург, прозаїк, перекладач; член Спілки письменників СРСР з 1957 року.

## Біографія
Народився 10 листопада 1920 року в селі Тюбя Мальжагарського наслегу (тепер Олекминський улус, Республіка Саха, РФ) в багатодітній сім'ї. Отримав освіту агронома і понад десять років працював за фахом у ряді районів республіки і в Міністерстві сільського господарства Якутської АРСР. Потім працював літературним співробітником редакції журналу «Хотугу сулус» і завідувачем відділом прози редакції журналу «Полярна зірка». У квітні 1942 року був заарештований за безпідставним звинуваченням. В 1956 році реабілітований у зв'язку з відсутністю складу злочину. Помер в Якутську 11 листопада 1994 року.

## Творчість
Почав друкувати вірші в періодичній пресі і збірках у 1938 році. Автор повісті «Дьол терде» («Корінь щастя») про патріотичну працю колгоспників Якутії в роки німецько-радянської війни. У 1959 році вийшла його збірка вибраних п'єс. Історико-революційна драма «Абаҕа сулустара» («Зірки Абага») ставилася на сцені Якутського музично-драматичного театру імені П. О. Ойунского.
Став першим якутським кіносценаристом. Кіностудія «Таджикфільм» за його сценарієм, написаним за мотивами повісті Миколи Якутського «Золотий струмок», поставила фільм «Таємниця предків».
Ним переведені на якутську мову вірші Максима Рильського, Володимира Сосюри, Адама Міцкевича. Таклж працював над перекладом творів якутських письменників на російську мову.

## Відзнаки, пам'ять
Був нагороджений медалями та Почесною грамотою.
Ім'я Лева Габишева присвоєно Центральній бібліотеці міста Олекминська.